# Henry Brinley Richards
Henry Brinley Richards (Carmarthen, País de Gal·les, 3 de novembre de 1817 - Londres, 1 de maig de 1885) fou un pianista i compositor britànic. Alumne becari de la Reial Acadèmia de Música londinenca, i concertista i professor de fama, va compondre música de saló per a piano, per a orquestra, càntics eclesiàstics, cors i l'himne, que ha arribat a la popularitat, God bless the Prince of Wales.